# Борис Арсов
 Тази статия е за професор от Социалистическа република Македония.  За дисидента вижте Борис Арсов (дисидент).  
Борис Тодоров Арсов (на македонска литературна норма: Борис Арсов) български адвокат и професор в Социалистическа република Македония, югославски партизанин. Смятан е за първия социолог в Повардарието и основоположник на социологическото проучване на селото и селячеството в страната. Той е също сред първите доктори на науките във Вардарска Македония.

## Биография
Роден е в Крива паланка през 1906 година. Завършва основното си образование в родния си град и гимназия в Куманово. През 1926 година заминава да учи право и философия в Монпелие, Франция. Докторската му теза в Сорбоната е на тема „Икономическият живот в Македония в XIX век“.
През 1937 и 1938 година е отговорен редактор на списание „Луч“. През декември 1944 г. става член на Законодателната комисия на Президиума на АСНОМ, назначен е за помощник-повереник (комисар) по правосъдието в Македония от януари 1945 г.
Става професор в Правно-икономическия факултет в Скопие през 1953 г. Делегат е на Второто заседание на АСНОМ.